# Суанов Руслан Русланович
Руслан Суанов (рос. Русла́н Русла́нович Суа́нов; нар. 18 червня 1975, Орджонікідзе, СРСР) — російський футболіст, нападник. Син футболіста Руслана Володимировича Суанова.

## Кар'єра гравця
Вихованець владикавказької футболу. Почав займатися футболом в ДЮСШ «Юність» міста Владикавказа, під керівництвом М.Д. Цалікова. У 1992 році дебютував у Вищій лізі чемпіонату Росії в футболці клубу «Спартак» (Владикавказ). Протягом кар'єри грав у 14-ти російських командах, у 8-и з них - протягом сезону або менше.
У 2004 році, після тривалого періоду виступів у російських клубах, Руслан переїздить до України та підписує контракт із запорізьким «Металургом», який на той час виступав у Прем'єр-лізі. Дебютував за «металургів» 4 квітня 2004 року у програному (1:2) виїзному поєдинку 19-го туру вищої ліги чемпіонату України проти одеського «Чорноморця». Суанов вийшов на поле в стартовому складі, але вже на 11-ій хвилині був замінений на Андрюса Баразаускаса. Закріпитися Руслану в українській команді не вдалося. Загалом у квітні—травні 2004 року у футболці запорожців зіграв 5 матчів у чемпіонаті України. В 2005 році повернувся до Росії.

## Досягнення

### Командні
- Вища ліга чемпіонату Росії
  -  Срібний призер (1): 1992

### Особисті
- У 2002 році в складі «Балтики» з Калінінграда з 35-ма забитими м'ячами став найкращим бомбардиром зони «Захід» Другого дивізіону.
- У 2006 році в складі «Спартака» з Костроми з 21 забитим м'ячем, 8 з яких забив в останніх трьох поєдинках, став найкращим бомбардиром зони «Захід» Другого дивізіону[3].

## Сім'я
- Батько: Руслан Володимирович Суанов (1953-2003) - колишній футболіст, нападник.
- Син: Руслан Русланович Суанов (1997) - нападник, останнім часом виступав за «Зеніт-2»[4].